# El Tribuno (1853-1855)
El Tribuno fue un periódico editado en la ciudad española de Madrid entre 1853 y 1855, durante el reinado de Isabel II.

## Historia
Aparecía con el subtítulo «periódico liberal». Editado en Madrid y de periodicidad diaria, El Tribuno se imprimió en la imprenta homónima.
El periódico fue fundado y dirigido por Alejo Galilea. De ideología progresista, publicó su primer número el 1 de abril de 1853 y estuvo suspendido el 18 de junio y 30 de julio de 1854, días correspondientes a los números 428 y 429. Cesó el 22 de julio de 1855. Sus ejemplares, de cuatro páginas, pasaron de tener originalmente unas dimensiones de 0,508x0,347 m a 0,544x0,357 m, en sus últimos números. Colaboraron como redactores Luis Arévalo y Gener, Mariano Castillo, Vicente Guimerá, Cristino Martos, Manuel Ortiz de Pinedo y Augusto Ulloa.